# I Got Rhythm
| Оценки критиков | Оценки критиков                   |
| Источник        | Оценка                            |
| --------------- | --------------------------------- |
| AllMusic        | Без оценки (версия Бенни Гудмана) |

«I Got Rhythm» — песня американского композитора Джорджа Гершвина на стихи его брата Айры.
Впервые прозвучала в мюзикле 1930 года Girl Crazy (наряду с такими теперь ставшими классикой песнями, как But Not for Me, Bidin’ My Time и Embraceable You), где её исполняла 21-летняя Этель Мерман.
В припеве нет рифмы, что было необычно для того времени, ведь тогда написание песен было делом профессионалов и подход к их написанию был тщательным. Кроме того, в песне звучит сленговое «I got» вместо правильного по-английски «I’ve got».
Песня в оригинальном исполнении Этель Мерман входит в список All-TIME 100 Songs (100 лучших песен с момента основания журнала «Time»), составленный журналом «Time» в 2011 году.
Мелодия песни использована в финале балета Джорджа Баланчина «Кого это волнует?» (1970, оркестровка Херши Кея).